# Kecamatan Bokat
Kecamatan Bokat är ett distrikt i Indonesien.   Det ligger i provinsen Sulawesi Tengah, i den norra delen av landet, 1 800 km öster om huvudstaden Jakarta.